# Censo boliviano de 2012
El Censo Nacional de Población y Vivienda de Bolivia de 2012 (CNPV 2012), o más conocido también simplemente como Censo de 2012 fue un censo de población que se realizó en Bolivia el 21 de noviembre de 2012 por el presidente del entonces Bolivia Evo Morales Ayma, día que fue declarado feriado a nivel nacional. Este censo fue realizado por el Instituto Nacional de Estadística de Bolivia (INE). Históricamente, este fue el decimoprimer censo de población y el quinto censo de vivienda en toda la Historia de Bolivia.
El censo del año 2012, logró demostrar que en Bolivia vivían alrededor de 10 059 856 personas. Con respecto al anterior censo 2001, la población boliviana había crecido en un 21,5.

## Antecedente
De acuerdo a las exigencias del Fondo de Población de las Naciones Unidas (UNFPA), señalan que cada país del mundo debe realizar un censo de población por lo menos cada 5 años como mínimo o sino cada 10 años como máximo, para actualizar los datos estadísticos de su propia población.
En ese sentido, en Bolivia, el último censo de población que se había llevado a cabo había sido el año 2001. Tuvieron que pasar 11 años para que recién nuevamente se realizara el siguiente censo en el año 2012.

## Costo económico del censo
| Costo económico de los censos | Costo económico de los censos | Costo económico de los censos   | Costo económico de los censos | Costo económico de los censos |
| Año                           | Costo del Censo (en dólares)  | Costo del Censo (en bolivianos) | Tipo de Cambio Promedio       | Ref.                          |
| ----------------------------- | ----------------------------- | ------------------------------- | ----------------------------- | ----------------------------- |
| Censo de 1992                 | 7 millones de dólares         | 27,2 millones de bolivianos     | 1 dólar = 3,89 bolivianos     |                               |
| Censo de 2001                 | 11,7 millones de dólares      | 77,1 millones de bolivianos     | 1 dólar = 6,59 bolivianos     |                               |
| Censo de 2012                 | 55,5 millones de dólares      | 380,7 millones de bolivianos    | 1 dólar = 6,86 bolivianos     |                               |

El 8 de agosto de 2011, la ministra de planificación de Bolivia de ese entonces Viviana Caro, anunció públicamente que el censo de 2012 tendría un costo de 55 millones de dólares. De los 55 millones, alrededor de 50 millones era un préstamo por parte del Banco Mundial y los restantes 5 millones pondría el estado boliviano.
El Ministerio de Trabajo de Bolivia declaró feriado a nivel nacional para el día miércoles 21 de noviembre de 2012 a través del ministro de ese entonces Daniel Santalla.

## Resultados

### Población nacional
| Población histórica de Bolivia | Población histórica de Bolivia | Población histórica de Bolivia | Población histórica de Bolivia                 | Población histórica de Bolivia                                      | Población histórica de Bolivia |
| N.º                            | Año                            | Habitantes                     | Nombre oficial del censo                       | Gobierno                                                            | Foto                           |
| ------------------------------ | ------------------------------ | ------------------------------ | ---------------------------------------------- | ------------------------------------------------------------------- | ------------------------------ |
| 1°                             | 1831                           | 1 088 768                      | Censo Nacional de Población de 1831            | Gobierno del mariscal Andrés de Santa Cruz Calahumana (1829-1839)   | (1792 - 1865)                  |
| 2°                             | 1835                           | 1 060 777                      | Censo Nacional de Población de 1835            | Gobierno del mariscal Andrés de Santa Cruz Calahumana (1829-1839)   | (1792 - 1865)                  |
| 3°                             | 1845                           | 1 378 896                      | Censo Nacional de Población de 1845            | Gobierno del mariscal José Ballivián Segurola (1841-1847)           | (1805 - 1852)                  |
| 4°                             | 1854                           | 2 326 126                      | Censo Nacional de Población de 1854            | Gobierno del presidente Manuel Isidoro Belzu Humérez (1848-1855)    | (1808 - 1865)                  |
| 5°                             | 1882                           | 1 172 156                      | Censo Nacional de Población de 1882            | Gobierno del presidente Narciso Campero Leyes (1880-1884)           | (1813 - 1896)                  |
| 6°                             | 1900                           | 1 766 451                      | Censo Nacional de Población de 1900            | Gobierno del presidente José Manuel Pando Solares (1899-1904)       | (1848 - 1917)                  |
| 7°                             | 1950                           | 2 704 165                      | Censo Nacional de Población y Vivienda de 1950 | Gobierno del presidente Mamerto Urriolagoitia Harriague (1949-1951) | (1895 - 1974)                  |
| 8°                             | 1976                           | 4 613 419                      | Censo Nacional de Población y Vivienda de 1976 | Primer gobierno del presidente Hugo Banzer Suárez (1971-1978)       | (1926 - 2002)                  |
| 9°                             | 1992                           | 6 420 792                      | Censo Nacional de Población y Vivienda de 1992 | Gobierno del presidente Jaime Paz Zamora (1989-1993)                | (1939 - )                      |
| 10°                            | 2001                           | 8 274 325                      | Censo Nacional de Población y Vivienda de 2001 | Gobierno del presidente Jorge Quiroga Ramírez (2001-2002)           | (1960 - )                      |
| 11°                            | 2012                           | 10 059 856                     | Censo Nacional de Población y Vivienda de 2012 | Segundo gobierno del presidente Evo Morales Ayma (2010-2015)        | (1959 - )                      |

| Evolución demográfica de Bolivia |
| -------------------------------- |
|                                  |

### Población departamental
| Puesto | Departamento | Población en 2012 | Población en 2001 |             | Crecimiento |             | Crecimiento porcentual |
| ------ | ------------ | ----------------- | ----------------- | ----------- | ----------- | ----------- | ---------------------- |
| 1      | La Paz       | 2 719 344         | 2 349 885         | Crecimiento | 369 459     | Crecimiento | 15,7%                  |
| 2      | Santa Cruz   | 2 657 762         | 2 029 471         | Crecimiento | 628 291     | Crecimiento | 30,9%                  |
| 3      | Cochabamba   | 1 762 761         | 1 455 711         | Crecimiento | 307 050     | Crecimiento | 21,0%                  |
| 4      | Potosí       | 828 093           | 709 013           | Crecimiento | 119 080     | Crecimiento | 16,7%                  |
| 5      | Chuquisaca   | 581 347           | 531 522           | Crecimiento | 49 825      | Crecimiento | 9,3%                   |
| 6      | Oruro        | 494 587           | 392 451           | Crecimiento | 102 136     | Crecimiento | 26,0%                  |
| 7      | Tarija       | 483 518           | 391 226           | Crecimiento | 92 292      | Crecimiento | 23,5%                  |
| 8      | Beni         | 422 008           | 362 521           | Crecimiento | 59 487      | Crecimiento | 16,4%                  |
| 9      | Pando        | 110 436           | 52 525            | Crecimiento | 57 911      | Crecimiento | 110,2%                 |
|        | Bolivia      | 10 059 856        | 8 274 325         | Crecimiento | 1 785 531   | Crecimiento | 21,5%                  |

### Distribución de la población por regiones geográficas

#### Altiplano, Valles y Llanos

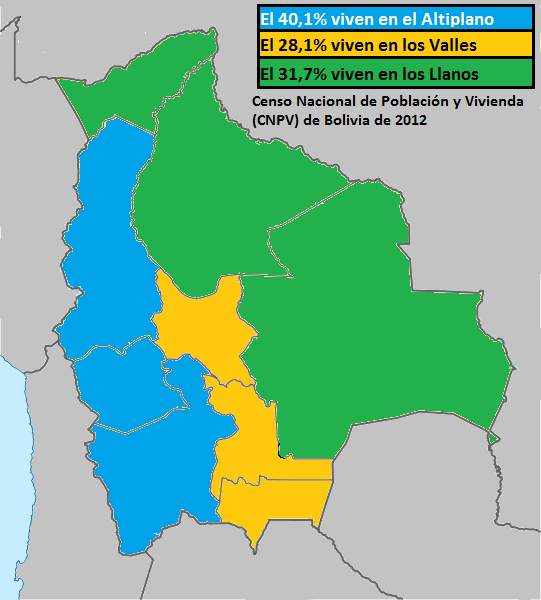
Distribución de la población de Bolivia por regiones geográficas que demuestra que la mayoría de la población boliviana vive en los Departamentos Altiplánicos.

La mayoría de la población boliviana vive en los departamentos de la región del Altiplano, representada en más del 40,1 %, seguida de los departamentos de la región de los Llanos con el 31,7 % y finalmente en los Valles viven el 28,1 % de los bolivianos. 
|  | 40,18 % |

|  | 28,11 % |

|  | 31,71 % |

|  | 100 % |

#### Occidente y Oriente

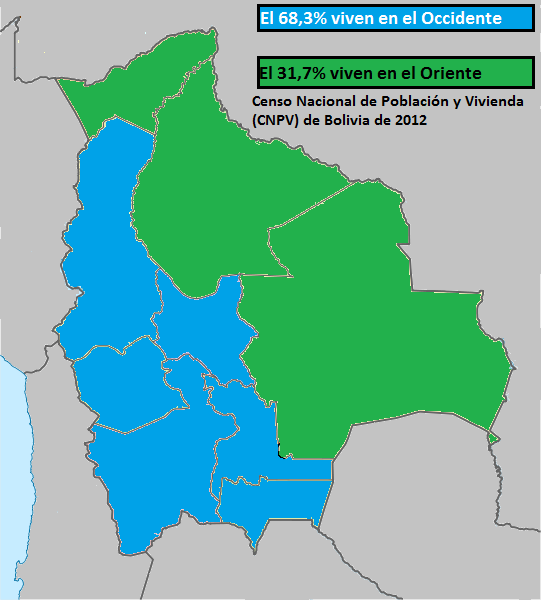
La mayoría de la población boliviana vive en los Departamentos del Occidente del país.

La mayoría de los bolivianos viven en el Occidente de Bolivia en un 68,2 % y solo el restante 31,7 % viven en el Oriente de Bolivia.
|  | 68,29 % |

|  | 31,71 % |

|  | 100 % |

#### Eje Central

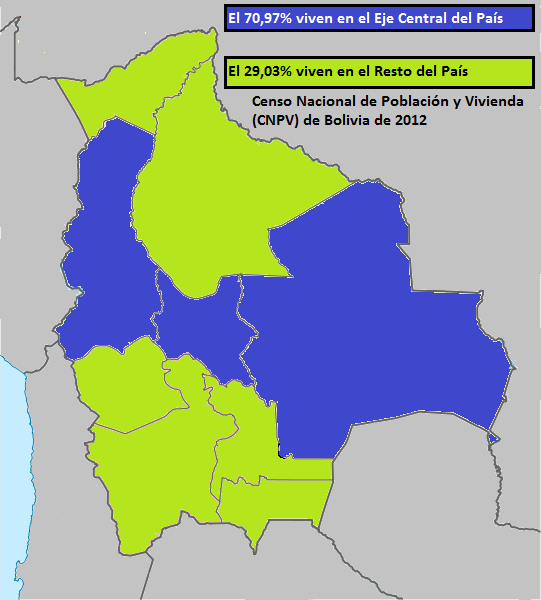
La mayoría de la población boliviana vive en los Departamentos del Eje Central del país como La Paz, Cochabamba y Santa Cruz.

Un 70,9 % de los bolivianos viven en los departamentos pertenecientes al Eje Central del país mientras que solamente apenas un 29,0 % viven en los departamentos del Interior del país.   
|  | 70,97 % |

|  | 29,03 % |

|  | 100 % |

### Distribución de la población por edades

#### Población quinquenal por grupos de edad
|  | 31,40 % |

|  | 62,62 % |

|  | 5,94 % |

|  | 31,40 % |

|  | 42,61 % |

|  | 20,01 % |

|  | 5,34 % |

|  | 0,60 % |

| 0 a 4 años                                           | Entre 2012 y 2008                       | 1 089 948                               | 10,8                                    | 0 a 4 años                              | Entre 2001 y 1997                       | 1 087 557                               | 13,1                                    |
| 5 a 9 años                                           | Entre 2007 y 2003                       | 992 654                                 | 9,9                                     | 5 a 9 años                              | Entre 1996 y 1992                       | 1 083 747                               | 13,1                                    |
| 10 a 14 años                                         | Entre 2002 y 1998                       | 1 078 164                               | 10,7                                    | 10 a 14 años                            | Entre 1991 y 1987                       | 1 026 770                               | 12,4                                    |
| Población Adulta-Joven (Censo de 2012)               | Población Adulta-Joven (Censo de 2012)  | Población Adulta-Joven (Censo de 2012)  | Población Adulta-Joven (Censo de 2012)  | Población Adulta-Joven (Censo de 2001)  | Población Adulta-Joven (Censo de 2001)  | Población Adulta-Joven (Censo de 2001)  | Población Adulta-Joven (Censo de 2001)  |
| 15 a 19 años                                         | Entre 1997 y 1993                       | 1 106 284                               | 11,0                                    | 15 a 19 años                            | Entre 1986 y 1982                       | 873 251                                 | 10,6                                    |
| 20 a 24 años                                         | Entre 1992 y 1988                       | 978 606                                 | 9,7                                     | 20 a 24 años                            | Entre 1981 y 1977                       | 780 471                                 | 9,4                                     |
| 25 a 29 años                                         | Entre 1987 y 1983                       | 817 395                                 | 8,1                                     | 25 a 29 años                            | Entre 1976 y 1972                       | 611 381                                 | 7,4                                     |
| 30 a 34 años                                         | Entre 1982 y 1978                       | 753 831                                 | 7,5                                     | 30 a 34 años                            | Entre 1971 y 1967                       | 522 220                                 | 6,3                                     |
| 35 a 39 años                                         | Entre 1977 y 1973                       | 631 032                                 | 6,3                                     | 35 a 39 años                            | Entre 1966 y 1962                       | 469 765                                 | 5,7                                     |
| Población Adulta-Madura (Censo de 2012)              | Población Adulta-Madura (Censo de 2012) | Población Adulta-Madura (Censo de 2012) | Población Adulta-Madura (Censo de 2012) | Población Adulta-Madura (Censo de 2001) | Población Adulta-Madura (Censo de 2001) | Población Adulta-Madura (Censo de 2001) | Población Adulta-Madura (Censo de 2001) |
| 40 a 44 años                                         | Entre 1972 y 1968                       | 544 701                                 | 5,4                                     | 40 a 44 años                            | Entre 1961 y 1957                       | 414 170                                 | 5,0                                     |
| 45 a 49 años                                         | Entre 1967 y 1963                       | 461 984                                 | 4,6                                     | 45 a 49 años                            | Entre 1956 y 1952                       | 336 376                                 | 4,1                                     |
| 50 a 54 años                                         | Entre 1962 y 1958                       | 403 220                                 | 4,0                                     | 50 a 54 años                            | Entre 1951 y 1947                       | 274 548                                 | 3,3                                     |
| 55 a 59 años                                         | Entre 1957 y 1953                       | 324 025                                 | 3,2                                     | 55 a 59 años                            | Entre 1946 y 1942                       | 214 810                                 | 2,6                                     |
| 60 a 64 años                                         | Entre 1952 y 1948                       | 279 867                                 | 2,8                                     | 60 a 64 años                            | Entre 1941 y 1937                       | 166 616                                 | 2,0                                     |
| Población Adulta-Mayor (Censo de 2012)               | Población Adulta-Mayor (Censo de 2012)  | Población Adulta-Mayor (Censo de 2012)  | Población Adulta-Mayor (Censo de 2012)  | Población Adulta-Mayor (Censo de 2001)  | Población Adulta-Mayor (Censo de 2001)  | Población Adulta-Mayor (Censo de 2001)  | Población Adulta-Mayor (Censo de 2001)  |
| 65 a 69 años                                         | Entre 1947 y 1943                       | 204 529                                 | 2,0                                     | 65 a 69 años                            | Entre 1936 y 1932                       | 143 287                                 | 1,7                                     |
| 70 a 74 años                                         | Entre 1942 y 1938                       | 152 423                                 | 1,5                                     | 70 a 74 años                            | Entre 1931 y 1927                       | 121 053                                 | 1,5                                     |
| 75 a 79 años                                         | Entre 1937 y 1933                       | 99 276                                  | 1,0                                     | 75 a 79 años                            | Entre 1926 y 1922                       | 74 682                                  | 0,9                                     |
| 80 a 84 años                                         | Entre 1932 y 1928                       | 81 095                                  | 0,8                                     | 80 a 84 años                            | Entre 1921 y 1917                       | 40 344                                  | 0,5                                     |
| Población Anciana (Censo de 2012)                    | Población Anciana (Censo de 2012)       | Población Anciana (Censo de 2012)       | Población Anciana (Censo de 2012)       | Población Anciana (Censo de 2001)       | Población Anciana (Censo de 2001)       | Población Anciana (Censo de 2001)       | Población Anciana (Censo de 2001)       |
| 85 a 89 años                                         | Entre 1927 y 1923                       | 37 923                                  | 0,4                                     | 85 a 89 años                            | Entre 1916 y 1912                       | 19 198                                  | 0,2                                     |
| 90 a 94 años                                         | Entre 1922 y 1918                       | 14 665                                  | 0,1                                     | 90 a 94 años                            | Entre 1911 y 1907                       | 7 846                                   | 0,1                                     |
| 95 a 100 años                                        | Entre 1917 y 1912                       | 8 234                                   | 0,1                                     | 95 a 100 años                           | Entre 1906 y 1901                       | 6 233                                   | 0,1                                     |
| Total                                                | Entre 2012 y 1912                       | 10 059 856                              | 100 %                                   | Total                                   | Entre 2001 y 1901                       | 8 274 325                               | 100 %                                   |
| Fuente: Instituto Nacional de Estadística de Bolivia |                                         |                                         |                                         |                                         |                                         |                                         |                                         |

#### Población quinquenal por grupos de sexo
| Hombres | Edad   | Mujeres |
| ------- | ------ | ------- |
| 3305    | 95-100 | 4929    |
| 5996    | 90-94  | 8669    |
| 15 884  | 85-89  | 22 039  |
| 34 462  | 80-84  | 46 633  |
| 44 974  | 75-79  | 54 302  |
| 71 902  | 70-74  | 80 521  |
| 98 098  | 65-69  | 106 431 |
| 134 457 | 60-64  | 145 410 |
| 159 128 | 55-59  | 164 897 |
| 199 526 | 50-54  | 203 694 |
| 228 006 | 45-49  | 233 978 |
| 270 971 | 40-44  | 273 730 |
| 310 162 | 35-39  | 320 870 |
| 372 197 | 30-34  | 381 634 |
| 407 293 | 25-29  | 410 102 |
| 493 018 | 20-24  | 485 588 |
| 559 285 | 15-19  | 546 999 |
| 549 866 | 10-14  | 528 298 |
| 504 623 | 5-9    | 488 031 |
| 556 294 | 0-4    | 533 654 |

### Población por municipios
| Población de Municipios de Bolivia para el año 2012 | Población de Municipios de Bolivia para el año 2012 | Población de Municipios de Bolivia para el año 2012 | Población de Municipios de Bolivia para el año 2012 | Población de Municipios de Bolivia para el año 2012 | Población de Municipios de Bolivia para el año 2012 | Población de Municipios de Bolivia para el año 2012 | Población de Municipios de Bolivia para el año 2012 |
| N.º                                                 | Municipio                                           | Habitantes                                          | Ubicado en el Departamento de                       | N.º                                                 | Municipio                                           | Habitantes                                          | Ubicado en el Departamento de                       |
| --------------------------------------------------- | --------------------------------------------------- | --------------------------------------------------- | --------------------------------------------------- | --------------------------------------------------- | --------------------------------------------------- | --------------------------------------------------- | --------------------------------------------------- |
| 1°                                                  | Santa Cruz de la Sierra                             | 1 454 539                                           | Santa Cruz                                          | 171°                                                | Azurduy                                             | 10 652                                              | Chuquisaca                                          |
| 2°                                                  | El Alto                                             | 848 452                                             | La Paz                                              | 172°                                                | Coro Coro                                           | 10 647                                              | La Paz                                              |
| 3°                                                  | La Paz                                              | 766 468                                             | La Paz                                              | 173°                                                | Vitichi                                             | 10 646                                              | Potosí                                              |
| 4°                                                  | Cochabamba                                          | 632 013                                             | Cochabamba                                          | 174°                                                | Arque                                               | 10 597                                              | Cochabamba                                          |
| 5°                                                  | Oruro                                               | 264 943                                             | Oruro                                               | 175°                                                | Samaipata                                           | 10 472                                              | Santa Cruz                                          |
| 6°                                                  | Sucre                                               | 261 201                                             | Chuquisaca                                          | 176°                                                | Cajuata                                             | 10 458                                              | La Paz                                              |
| 7°                                                  | Tarija                                              | 205 375                                             | Tarija                                              | 177°                                                | Padilla                                             | 10 383                                              | Chuquisaca                                          |
| 8°                                                  | Potosí                                              | 191 302                                             | Potosí                                              | 178°                                                | Tacopaya                                            | 10 253                                              | Cochabamba                                          |
| 9°                                                  | Sacaba                                              | 172 466                                             | Cochabamba                                          | 179°                                                | Mairana                                             | 10 177                                              | Santa Cruz                                          |
| 10°                                                 | Quillacollo                                         | 137 182                                             | Cochabamba                                          | 180°                                                | Pojo                                                | 10 156                                              | Cochabamba                                          |
| 11°                                                 | Montero                                             | 109 518                                             | Santa Cruz                                          | 181°                                                | Toledo                                              | 10 149                                              | Oruro                                               |
| 12°                                                 | Trinidad                                            | 106 596                                             | Beni                                                | 182°                                                | Yamparáez                                           | 10 111                                              | Chuquisaca                                          |
| 13°                                                 | Warnes                                              | 96 406                                              | Santa Cruz                                          | 183°                                                | Tipuani                                             | 9985                                                | La Paz                                              |
| 14°                                                 | Yacuiba                                             | 92 245                                              | Tarija                                              | 184°                                                | Chaquí                                              | 9910                                                | Potosí                                              |
| 15°                                                 | La Guardia                                          | 89 284                                              | Santa Cruz                                          | 185°                                                | Calacoto                                            | 9879                                                | La Paz                                              |
| 16°                                                 | Riberalta                                           | 89 022                                              | Beni                                                | 186°                                                | Colquencha                                          | 9879                                                | La Paz                                              |
| 17°                                                 | Viacha                                              | 80 724                                              | La Paz                                              | 187°                                                | Muyupampa                                           | 9720                                                | Chuquisaca                                          |
| 18°                                                 | Villa Tunari                                        | 71 386                                              | Cochabamba                                          | 188°                                                | Arani                                               | 9504                                                | Cochabamba                                          |
| 19°                                                 | Tiquipaya                                           | 53 904                                              | Cochabamba                                          | 189°                                                | Santa Rosa de Yacuma                                | 9478                                                | Beni                                                |
| 20°                                                 | San Ignacio de Velasco                              | 52 362                                              | Santa Cruz                                          | 190°                                                | Yotala                                              | 9461                                                | Chuquisaca                                          |
| 21°                                                 | Colcapirhua                                         | 51 990                                              | Cochabamba                                          | 191°                                                | Ixiamas                                             | 9362                                                | La Paz                                              |
| 22°                                                 | Vinto                                               | 51 968                                              | Cochabamba                                          | 192°                                                | Teoponte                                            | 9349                                                | La Paz                                              |
| 23°                                                 | Yapacaní                                            | 50 558                                              | Santa Cruz                                          | 193°                                                | Corque                                              | 9221                                                | Oruro                                               |
| 24°                                                 | Caranavi                                            | 50 330                                              | La Paz                                              | 194°                                                | Pampa Grande                                        | 9198                                                | Santa Cruz                                          |
| 25°                                                 | El Torno                                            | 49 652                                              | Santa Cruz                                          | 195°                                                | San Juan de Yapacaní                                | 9191                                                | Santa Cruz                                          |
| 26°                                                 | San Julián                                          | 47 416                                              | Santa Cruz                                          | 196°                                                | Yocalla                                             | 8979                                                | Potosí                                              |
| 27°                                                 | Puerto Villarroel                                   | 46 627                                              | Cochabamba                                          | 197°                                                | Vacas                                               | 8940                                                | Cochabamba                                          |
| 28°                                                 | Cobija                                              | 46 267                                              | Pando                                               | 198°                                                | Umala                                               | 8903                                                | La Paz                                              |
| 29°                                                 | Achacachi                                           | 46 058                                              | La Paz                                              | 199°                                                | San Pedro de Curahuara                              | 8858                                                | La Paz                                              |
| 30°                                                 | Cotoca                                              | 45 519                                              | Santa Cruz                                          | 200°                                                | El Choro                                            | 8725                                                | Beni                                                |
| 31°                                                 | Villazón                                            | 44 906                                              | Potosí                                              | 201°                                                | San Buenaventura                                    | 8711                                                | La Paz                                              |
| 32°                                                 | Tupiza                                              | 44 814                                              | Potosí                                              | 202°                                                | Caripuyo                                            | 8704                                                | Potosí                                              |
| 33°                                                 | Guayaramerín                                        | 41 814                                              | Beni                                                | 203°                                                | Santiago de Huata                                   | 8562                                                | La Paz                                              |
| 34°                                                 | Sipe Sipe                                           | 41 571                                              | Cochabamba                                          | 204°                                                | Tomina                                              | 8494                                                | Chuquisaca                                          |
| 35°                                                 | Llallagua                                           | 41 104                                              | Potosí                                              | 205°                                                | Ayata                                               | 8410                                                | La Paz                                              |
| 36°                                                 | San Borja                                           | 40 864                                              | Beni                                                | 206°                                                | Huacareta                                           | 8349                                                | Chuquisaca                                          |
| 37°                                                 | La Asunta                                           | 40 178                                              | La Paz                                              | 207°                                                | Quime                                               | 8266                                                | La Paz                                              |
| 38°                                                 | Villamontes                                         | 39 867                                              | Tarija                                              | 208°                                                | Sena                                                | 8258                                                | Pando                                               |
| 39°                                                 | Pailón                                              | 37 866                                              | Santa Cruz                                          | 209°                                                | Tarata                                              | 8242                                                | Cochabamba                                          |
| 40°                                                 | Colquechaca                                         | 35 199                                              | Potosí                                              | 210°                                                | Tacacoma                                            | 8182                                                | La Paz                                              |
| 41°                                                 | Bermejo                                             | 34 505                                              | Tarija                                              | 211°                                                | Puerto Gonzalo Moreno                               | 8160                                                | Pando                                               |
| 42°                                                 | Betanzos                                            | 33 922                                              | Potosí                                              | 212°                                                | Puerto Pérez                                        | 8157                                                | La Paz                                              |
| 43°                                                 | Camiri                                              | 33 838                                              | Santa Cruz                                          | 213°                                                | Villa Rivero                                        | 8135                                                | Cochabamba                                          |
| 44°                                                 | San Lucas                                           | 32 520                                              | Chuquisaca                                          | 214°                                                | Mojocoya                                            | 8068                                                | Chuquisaca                                          |
| 45°                                                 | Charagua                                            | 32 186                                              | Santa Cruz                                          | 215°                                                | Chuquihuta                                          | 8019                                                | Potosí                                              |
| 46°                                                 | Cotagaita                                           | 31 801                                              | Potosí                                              | 216°                                                | Sabaya                                              | 8018                                                | Oruro                                               |
| 47°                                                 | Entre Ríos                                          | 31 550                                              | Cochabamba                                          | 217°                                                | Huarina                                             | 7948                                                | La Paz                                              |
| 48°                                                 | Sica Sica                                           | 31 312                                              | La Paz                                              | 218°                                                | Porvenir                                            | 7948                                                | Pando                                               |
| 49°                                                 | San Pedro de Buena Vista                            | 30 012                                              | Potosí                                              | 219°                                                | Ichoca                                              | 7913                                                | La Paz                                              |
| 50°                                                 | Uyuni                                               | 29 672                                              | Potosí                                              | 220°                                                | Ayo Ayo                                             | 7798                                                | La Paz                                              |
| 51°                                                 | San José de Chiquitos                               | 28 922                                              | Santa Cruz                                          | 221°                                                | Icla                                                | 7774                                                | Chuquisaca                                          |
| 52°                                                 | Punata                                              | 28 887                                              | Cochabamba                                          | 222°                                                | San Lorenzo                                         | 7652                                                | Pando                                               |
| 53°                                                 | Pucarani                                            | 28 465                                              | La Paz                                              | 223°                                                | Poopó                                               | 7587                                                | Oruro                                               |
| 54°                                                 | Challapata                                          | 28 304                                              | Oruro                                               | 224°                                                | San Ramón                                           | 7490                                                | Beni                                                |
| 55°                                                 | Tinguipaya                                          | 27 200                                              | Potosí                                              | 225°                                                | Macharetí                                           | 7418                                                | Chuquisaca                                          |
| 56°                                                 | Ascensión de Guarayos                               | 27 070                                              | Santa Cruz                                          | 226°                                                | Saipina                                             | 7390                                                | Santa Cruz                                          |
| 57°                                                 | Mizque                                              | 26 900                                              | Cochabamba                                          | 227°                                                | Yaco                                                | 7315                                                | Santa Cruz                                          |
| 58°                                                 | Cabezas                                             | 26 434                                              | Santa Cruz                                          | 228°                                                | Sopachuy                                            | 7312                                                | Chuquisaca                                          |
| 59°                                                 | Pocoata                                             | 26 330                                              | Potosí                                              | 229°                                                | Callapa                                             | 7289                                                | La Paz                                              |
| 60°                                                 | Palos Blancos                                       | 24 731                                              | La Paz                                              | 230°                                                | Bolívar                                             | 7279                                                | Cochabamba                                          |
| 61°                                                 | Huanuni                                             | 24 677                                              | Oruro                                               | 231°                                                | Guaqui                                              | 7278                                                | La Paz                                              |
| 62°                                                 | Tapacarí                                            | 24 625                                              | Cochabamba                                          | 232°                                                | Anzaldo                                             | 7192                                                | Cochabamba                                          |
| 63°                                                 | Laja                                                | 24 531                                              | La Paz                                              | 233°                                                | Escoma                                              | 7186                                                | La Paz                                              |
| 64°                                                 | Monteagudo                                          | 24 303                                              | Chuquisaca                                          | 234°                                                | Toco                                                | 7057                                                | Cochabamba                                          |
| 65°                                                 | San Lorenzo                                         | 23 863                                              | Tarija                                              | 235°                                                | Urubichá                                            | 7026                                                | Santa Cruz                                          |
| 66°                                                 | Independencia                                       | 23 658                                              | Cochabamba                                          | 236°                                                | Papel Pampa                                         | 7003                                                | La Paz                                              |
| 67°                                                 | Sorata                                              | 23 512                                              | La Paz                                              | 237°                                                | El Villar                                           | 5025                                                | Chuquisaca                                          |
| 68°                                                 | Aiquile                                             | 23 267                                              | Cochabamba                                          | 238°                                                | Omereque                                            | 4951                                                | Cochabamba                                          |
| 69°                                                 | Mineros                                             | 23 251                                              | Santa Cruz                                          | 239°                                                | Huayllamarca                                        | 4900                                                | Oruro                                               |
| 70°                                                 | Caracollo                                           | 23 115                                              | Oruro                                               | 240°                                                | San Ramón                                           | 4803                                                | Beni                                                |
| 71°                                                 | Patacamaya                                          | 22 858                                              | La Paz                                              | 241°                                                | Pelechuco                                           | 4742                                                | La Paz                                              |
| 72°                                                 | Cuatro Cañadas                                      | 22 845                                              | Santa Cruz                                          | 242°                                                | Urubichá                                            | 4731                                                | Santa Cruz                                          |
| 73°                                                 | Achocalla                                           | 22 179                                              | La Paz                                              | 243°                                                | Pasorapa                                            | 4612                                                | Cochabamba                                          |
| 74°                                                 | Uncía                                               | 22 020                                              | Potosí                                              | 244°                                                | San Buenaventura                                    | 4608                                                | La Paz                                              |
| 75°                                                 | Entre Ríos                                          | 21 991                                              | Tarija                                              | 245°                                                | Chua Cocani                                         | 4340                                                | La Paz                                              |
| 76°                                                 | Puna                                                | 21 917                                              | Potosí                                              | 246°                                                | Desaguadero                                         | 4337                                                | La Paz                                              |
| 77°                                                 | Cliza                                               | 21 899                                              | Cochabamba                                          | 247°                                                | Lagunillas                                          | 4250                                                | Santa Cruz                                          |
| 78°                                                 | Chimoré                                             | 21 736                                              | Cochabamba                                          | 248°                                                | Arampampa                                           | 4228                                                | Potosí                                              |
| 79°                                                 | Tiraque                                             | 21 231                                              | Cochabamba                                          | 249°                                                | Saipina                                             | 4228                                                | Santa Cruz                                          |
| 80°                                                 | San Ignacio de Moxos                                | 21 114                                              | Beni                                                | 250°                                                | Comanche                                            | 4196                                                | La Paz                                              |
| 81°                                                 | Shinahota                                           | 20 841                                              | Cochabamba                                          | 251°                                                | San Joaquín                                         | 4195                                                | Beni                                                |
| 82°                                                 | Ravelo                                              | 20 789                                              | Potosí                                              | 252°                                                | Vila Vila                                           | 4170                                                | Cochabamba                                          |
| 83°                                                 | Apolo                                               | 20 308                                              | La Paz                                              | 253°                                                | Curahuara de Carangas                               | 4092                                                | Oruro                                               |
| 84°                                                 | San Carlos                                          | 20 093                                              | Santa Cruz                                          | 254°                                                | Aucapata                                            | 4075                                                | La Paz                                              |
| 85°                                                 | Puerto Suarez                                       | 19 829                                              | Santa Cruz                                          | 255°                                                | Yanacachi                                           | 4059                                                | Oruro                                               |
| 86°                                                 | Colquiri                                            | 19 620                                              | La Paz                                              | 256°                                                | San Pedro de Totora                                 | 4040                                                | Oruro                                               |
| 87°                                                 | Sacaca                                              | 19 611                                              | Potosí                                              | 257°                                                | Exaltación                                          | 3967                                                | Beni                                                |
| 88°                                                 | Capinota                                            | 19 477                                              | Cochabamba                                          | 258°                                                | Moro Moro                                           | 3863                                                | Santa Cruz                                          |
| 89°                                                 | Coroico                                             | 19 397                                              | La Paz                                              | 259°                                                | Turco                                               | 3799                                                | Oruro                                               |
| 90°                                                 | Colomi                                              | 19 285                                              | Cochabamba                                          | 260°                                                | Sacabamba                                           | 3778                                                | Cochabamba                                          |
| 91°                                                 | Santa Rosa del Sara                                 | 19 217                                              | Santa Cruz                                          | 261°                                                | Boyuibe                                             | 3741                                                | Santa Cruz                                          |
| 92°                                                 | Rurrenabaque                                        | 19 195                                              | Beni                                                | 262°                                                | Santiago de Machaca                                 | 3735                                                | La Paz                                              |
| 93°                                                 | San Pedro                                           | 19 103                                              | Santa Cruz                                          | 263°                                                | El Carmen Rivero Tórrez                             | 3729                                                | Santa Cruz                                          |
| 94°                                                 | Concepción                                          | 18 800                                              | Santa Cruz                                          | 264°                                                | Loreto                                              | 3679                                                | Beni                                                |
| 95°                                                 | Padcaya                                             | 18 681                                              | Tarija                                              | 265°                                                | Villa Alcalá                                        | 3660                                                | Chuquisaca                                          |
| 96°                                                 | Santa Ana de Yacuma                                 | 18 439                                              | Beni                                                | 266°                                                | Puerto Rico                                         | 3640                                                | Pando                                               |
| 97°                                                 | Cocapata                                            | 18 076                                              | Cochabamba                                          | 267°                                                | Ixiamas                                             | 3618                                                | La Paz                                              |
| 98°                                                 | Portachuelo                                         | 17 885                                              | Santa Cruz                                          | 268°                                                | Tolata                                              | 3616                                                | Cochabamba                                          |
| 99°                                                 | Chulumani                                           | 17 823                                              | La Paz                                              | 269°                                                | Alalay                                              | 3613                                                | Cochabamba                                          |
| 100°                                                | Culpina                                             | 17 731                                              | Chuquisaca                                          | 270°                                                | Taraco                                              | 3588                                                | La Paz                                              |
| 101°                                                | Arbieto                                             | 17 445                                              | Cochabamba                                          | 271°                                                | Antequera                                           | 3483                                                | Oruro                                               |
| 102°                                                | Batallas                                            | 17 426                                              | La Paz                                              | 272°                                                | Huacaraje                                           | 3355                                                | Beni                                                |
| 103°                                                | Poroma                                              | 17 377                                              | Chuquisaca                                          | 273°                                                | Las Carreras                                        | 3336                                                | Chuquisaca                                          |
| 104°                                                | Irupana                                             | 17 276                                              | La Paz                                              | 274°                                                | Villa Abecia                                        | 3160                                                | Chuquisaca                                          |
| 105°                                                | Vallegrande                                         | 17 208                                              | Santa Cruz                                          | 275°                                                | Cuevo                                               | 3135                                                | Santa Cruz                                          |
| 106°                                                | Tarabuco                                            | 16 944                                              | Chuquisaca                                          | 276°                                                | Llica                                               | 3133                                                | Potosí                                              |
| 107°                                                | Coripata                                            | 16 930                                              | La Paz                                              | 277°                                                | Porvenir                                            | 3109                                                | Pando                                               |
| 108°                                                | Puerto Quijarro                                     | 16 659                                              | Santa Cruz                                          | 278°                                                | San Lorenzo                                         | 3067                                                | Pando                                               |
| 109°                                                | Palca                                               | 16 622                                              | La Paz                                              | 279°                                                | Andamarca                                           | 3005                                                | Oruro                                               |
| 110°                                                | Villa Charcas                                       | 16 150                                              | Chuquisaca                                          | 280°                                                | San Rafael                                          | 2906                                                | Santa Cruz                                          |
| 111°                                                | Chayanta                                            | 16 129                                              | Potosí                                              | 281°                                                | El Choro                                            | 2881                                                | Oruro                                               |
| 112°                                                | Ocurí                                               | 16 118                                              | Potosí                                              | 282°                                                | Puerto Gonzalo Moreno                               | 2837                                                | Pando                                               |
| 113°                                                | Mecapaca                                            | 16 086                                              | La Paz                                              | 283°                                                | Bella Flor                                          | 2834                                                | Pando                                               |
| 114°                                                | Comarapa                                            | 15 919                                              | Santa Cruz                                          | 284°                                                | Pucará                                              | 2571                                                | Santa Cruz                                          |
| 115°                                                | Ckochas                                             | 15 812                                              | Potosí                                              | 285°                                                | Combaya                                             | 2569                                                | La Paz                                              |
| 116°                                                | Moco Moco                                           | 15 665                                              | La Paz                                              | 286°                                                | Huatajata                                           | 2561                                                | La Paz                                              |
| 117°                                                | Camargo                                             | 15 644                                              | Chuquisaca                                          | 287°                                                | Charaña                                             | 2473                                                | La Paz                                              |
| 118°                                                | Roboré                                              | 15 641                                              | Santa Cruz                                          | 288°                                                | San Pablo de Lípez                                  | 2412                                                | Potosí                                              |
| 119°                                                | Caraparí                                            | 15 366                                              | Tarija                                              | 289°                                                | Sicaya                                              | 2391                                                | Cochabamba                                          |
| 120°                                                | Porongo                                             | 15 317                                              | Santa Cruz                                          | 290°                                                | Filadelfia                                          | 2373                                                | Pando                                               |
| 121°                                                | Fernández Alonso                                    | 15 117                                              | Santa Cruz                                          | 291°                                                | Licoma                                              | 2337                                                | La Paz                                              |
| 122°                                                | Jesús de Machaca                                    | 15 039                                              | La Paz                                              | 292°                                                | Malla                                               | 2274                                                | La Paz                                              |
| 123°                                                | Copacabana                                          | 14 931                                              | La Paz                                              | 293°                                                | Quillacas                                           | 2265                                                | Oruro                                               |
| 124°                                                | Tomave                                              | 14 789                                              | Potosí                                              | 294°                                                | Quiabaya                                            | 2212                                                | La Paz                                              |
| 125°                                                | Guanay                                              | 14 788                                              | La Paz                                              | 295°                                                | El Sena                                             | 2193                                                | Pando                                               |
| 126°                                                | Uriondo                                             | 14 781                                              | Tarija                                              | 296°                                                | San Javier                                          | 2175                                                | Beni                                                |
| 127°                                                | Inquisivi                                           | 14 717                                              | La Paz                                              | 297°                                                | San Ramón                                           | 2173                                                | Santa Cruz                                          |
| 128°                                                | Caquiaviri                                          | 14 687                                              | La Paz                                              | 298°                                                | Sabaya                                              | 2074                                                | Oruro                                               |
| 129°                                                | Totora                                              | 14 665                                              | Cochabamba                                          | 299°                                                | Collana                                             | 2024                                                | La Paz                                              |
| 130°                                                | Carabuco                                            | 14 589                                              | La Paz                                              | 300°                                                | Huacaya                                             | 1986                                                | Chuquisaca                                          |
| 131°                                                | San Matías                                          | 14 470                                              | Santa Cruz                                          | 301°                                                | Postrervalle                                        | 1846                                                | Santa Cruz                                          |
| 132°                                                | Tarvita                                             | 14 261                                              | Chuquisaca                                          | 302°                                                | El Trigal                                           | 1843                                                | Santa Cruz                                          |
| 133°                                                | General Saavedra                                    | 14 209                                              | Santa Cruz                                          | 303°                                                | Colpa Bélgica                                       | 1753                                                | Santa Cruz                                          |
| 134°                                                | El Puente                                           | 14 205                                              | Santa Cruz                                          | 304°                                                | Choquecota                                          | 1746                                                | Oruro                                               |
| 135°                                                | Santiago de Huari                                   | 13 897                                              | Oruro                                               | 305°                                                | Cuchumuela                                          | 1721                                                | Cochabamba                                          |
| 136°                                                | Mapiri                                              | 13 891                                              | La Paz                                              | 306°                                                | Pampa Aullagas                                      | 1602                                                | Oruro                                               |
| 137°                                                | San Javier                                          | 13 620                                              | Santa Cruz                                          | 307°                                                | Curva                                               | 1589                                                | La Paz                                              |
| 138°                                                | San Benito                                          | 13 562                                              | Cochabamba                                          | 308°                                                | Santa Rosa                                          | 1575                                                | Pando                                               |
| 139°                                                | Reyes                                               | 13 246                                              | Beni                                                | 309°                                                | Urmiri                                              | 1521                                                | Potosí                                              |
| 140°                                                | Ancoraimes                                          | 13 136                                              | La Paz                                              | 310°                                                | Quirusillas                                         | 1507                                                | Santa Cruz                                          |
| 141°                                                | Incahuasi                                           | 13 056                                              | Chuquisaca                                          | 311°                                                | Tahua                                               | 1497                                                | Potosí                                              |
| 142°                                                | Charazani                                           | 13 023                                              | La Paz                                              | 312°                                                | Tito Yupanqui                                       | 1491                                                | La Paz                                              |
| 143°                                                | Colcha K                                            | 12 997                                              | Potosí                                              | 313°                                                | San Pedro                                           | 1347                                                | Pando                                               |
| 144°                                                | Buena Vista                                         | 12 879                                              | Santa Cruz                                          | 314°                                                | Waldo Ballivián                                     | 1336                                                | La Paz                                              |
| 145°                                                | Soracachi                                           | 12 846                                              | Oruro                                               | 315°                                                | San Agustín                                         | 1313                                                | Potosí                                              |
| 146°                                                | Morochata                                           | 12 797                                              | Cochabamba                                          | 316°                                                | Chacarilla                                          | 1199                                                | La Paz                                              |
| 147°                                                | San Andrés                                          | 12 503                                              | Beni                                                | 317°                                                | Bolpebra                                            | 1129                                                | Pando                                               |
| 148°                                                | Sapahaqui                                           | 12 484                                              | La Paz                                              | 318°                                                | San Antonio de Esmoruco                             | 1109                                                | Potosí                                              |
| 149°                                                | Okinawa Uno                                         | 12 482                                              | Santa Cruz                                          | 319°                                                | Chipaya                                             | 1087                                                | Oruro                                               |
| 150°                                                | Calamarca                                           | 12 413                                              | La Paz                                              | 320°                                                | Ingavi                                              | 1077                                                | Pando                                               |
| 151°                                                | Presto                                              | 12 385                                              | Chuquisaca                                          | 321°                                                | Puerto Siles                                        | 1057                                                | Beni                                                |
| 152°                                                | Gutiérrez                                           | 12 273                                              | Santa Cruz                                          | 322°                                                | Andamarca                                           | 1023                                                | Oruro                                               |
| 153°                                                | Tiahuanaco                                          | 12 189                                              | La Paz                                              | 323°                                                | Huachacalla                                         | 983                                                 | Oruro                                               |
| 154°                                                | Caiza D                                             | 12 067                                              | Potosí                                              | 324°                                                | Catacora                                            | 842                                                 | La Paz                                              |
| 155°                                                | Salinas de Garci Mendoza                            | 11 878                                              | Oruro                                               | 325°                                                | Villa Nueva                                         | 809                                                 | Pando                                               |
| 156°                                                | Tacobamba                                           | 11 835                                              | Potosí                                              | 326°                                                | Mojinete                                            | 637                                                 | Potosí                                              |
| 157°                                                | Chuma                                               | 11 473                                              | La Paz                                              | 327°                                                | San Pedro de Quemes                                 | 587                                                 | Potosí                                              |
| 158°                                                | Magdalena                                           | 11 377                                              | Beni                                                | 328°                                                | Nueva Esperanza                                     | 472                                                 | Pando                                               |
| 159°                                                | Zudáñez                                             | 11 362                                              | Chuquisaca                                          | 329°                                                | Escara                                              | 446                                                 | Oruro                                               |
| 160°                                                | Cairoma                                             | 11 355                                              | La Paz                                              | 330°                                                | Tacachi                                             | 422                                                 | Cochabamba                                          |
| 161°                                                | El Puente                                           | 11 354                                              | Tarija                                              | 331°                                                | Coipasa                                             | 406                                                 | Oruro                                               |
| 162°                                                | San Miguel de Velasco                               | 11 327                                              | Santa Cruz                                          | 332°                                                | Esmeralda                                           | 376                                                 | Oruro                                               |
| 163°                                                | Puerto Acosta                                       | 11 290                                              | La Paz                                              | 333°                                                | Todos Santos                                        | 366                                                 | Oruro                                               |
| 164°                                                | Atocha                                              | 11 234                                              | Potosí                                              | 334°                                                | Santos Mercado                                      | 235                                                 | Pando                                               |
| 165°                                                | Alto Beni                                           | 11 194                                              | La Paz                                              | 335°                                                | La Rivera                                           | 221                                                 | Oruro                                               |
| 166°                                                | Villa Serrano                                       | 11 161                                              | Chuquisaca                                          | 336°                                                | Cruz de Machacamerca                                | 190                                                 | Oruro                                               |
| 167°                                                | Luribay                                             | 11 139                                              | La Paz                                              | 337°                                                | Carangas                                            | 164                                                 | Oruro                                               |
| 168°                                                | Toro Toro                                           | 10 870                                              | Potosí                                              | 338°                                                | Nazacara de Pacajes                                 | 135                                                 | La Paz                                              |
| 169°                                                | Porco                                               | 10 866                                              | Potosí                                              | 339°                                                | Yunguyo del Litoral                                 | 92                                                  | Oruro                                               |
| 170°                                                | Pocona                                              | 10 750                                              | Cochabamba                                          |                                                     |                                                     |                                                     |                                                     |

### Principales ciudades
| Principales ciudades de Bolivia para el año 2012 | Principales ciudades de Bolivia para el año 2012 | Principales ciudades de Bolivia para el año 2012 | Principales ciudades de Bolivia para el año 2012 | Principales ciudades de Bolivia para el año 2012 |
| Puesto                                           | Ciudad                                           | Habitantes                                       | Calificación                                     | Departamento                                     |
| ------------------------------------------------ | ------------------------------------------------ | ------------------------------------------------ | ------------------------------------------------ | ------------------------------------------------ |
| 1°                                               | Santa Cruz de la Sierra                          | 1 454 539                                        | Ciudad Grande                                    | Santa Cruz                                       |
| 2°                                               | El Alto                                          | 848 452                                          | Ciudad Grande                                    | La Paz                                           |
| 3°                                               | La Paz                                           | 766 468                                          | Ciudad Grande                                    | La Paz                                           |
| 4°                                               | Cochabamba                                       | 632 013                                          | Ciudad Grande                                    | Cochabamba                                       |
| 5°                                               | Oruro                                            | 264 943                                          | Ciudad Grande                                    | Oruro                                            |
| 6°                                               | Sucre                                            | 261 201                                          | Ciudad Grande                                    | Chuquisaca                                       |
| 7°                                               | Tarija                                           | 205 375                                          | Ciudad Grande                                    | Tarija                                           |
| 8°                                               | Potosí                                           | 191 302                                          | Ciudad Grande                                    | Potosí                                           |
| 9°                                               | Sacaba                                           | 172 466                                          | Ciudad Grande                                    | Cochabamba                                       |
| 10°                                              | Quillacollo                                      | 137 182                                          | Ciudad Grande                                    | Cochabamba                                       |
| 11°                                              | Montero                                          | 109 518                                          | Ciudad Grande                                    | Santa Cruz                                       |
| 12°                                              | Trinidad                                         | 106 596                                          | Ciudad Grande                                    | Beni                                             |
| 13°                                              | Warnes                                           | 96 406                                           | Ciudad Intermedia                                | Santa Cruz                                       |
| 14°                                              | Yacuiba                                          | 92 245                                           | Ciudad Intermedia                                | Tarija                                           |
| 15°                                              | La Guardia                                       | 89 284                                           | Ciudad Intermedia                                | Santa Cruz                                       |